# Смирнов, Юрий Михайлович (математик)
Юрий Михайлович Смирнов (19 сентября 1921, Калуга — 3 сентября 2007, Москва) — советский и российский математик, специалист в области топологии, доктор физико-математических наук, профессор (1958), член правления Московского математического общества

## Биография
Родился 19 сентября 1921 году в Калуге в семье служащих. В 1937 году его мать была репрессирована и, как выяснилось позднее, расстреляна. Подростком Ю. М. Смирнов интересовался математикой и астрономией, после окончания школы в 1939 году поступил на астрономическое отделение механико-математического факультета МГУ. Однако вскоре под влиянием А. Н. Колмогорова перевёлся на математического отделение этого же факультета.
После второго курса, осенью 1941 года ушёл на фронт и служил радистом на Северном флоте до конца войны. После демобилизации в 1945 году продолжил обучение на мехмате МГУ и стал участвовать в работе семинаров известного тополога П. С. Александрова, который стал его научным руководителем. В 1948 году окончил мехмат и поступил в аспирантуру там же, одновременно начав работать младшим научным сотрудником Математического института им. В. А. Стеклова. В 1951 году защитил кандидатскую диссертацию «О топологических пространствах, компактных в данном отрезке мощностей» под руководством П. С. Александрова. В 1957 году защитил докторскую диссертацию «Исследование по общей и равномерной топологии методом покрытий». В 1968 году подписал «Письмо 99».
С 1945 года до конца жизни работал на кафедре высшей геометрии и топологии механико-математического факультета МГУ, с 1953 года — в должности доцента, с 1958 года — в должности профессора. Читал курсы «Аналитическая геометрия», «Линейная алгебра и топология», «Линейная алгебра и геометрия», «Дифференциальная геометрия и топология», «Теория ретрактов», «Теория шейпов», «Эквивариантные компактификации».
Удостоен почётных званий «Заслуженный профессор МГУ» (1996) и заслуженный деятель науки Российской Федерации (2002).

## Научная деятельность
Ю. М. Смирнов опубликовал более ста научных работ, большая часть которых относится к общей топологии. Ему принадлежат фундаментальные результаты по проблеме метризации топологических пространств, в эквивариантной топологии, а также в теории размерности, в теории пространств близости, в теории шейпов и ретрактов. С его именем связана знаменитая метризационная теорема Нагаты—Смирнова (названная также в честь японского математика Дзюнъити Нагаты), которая дает необходимые и достаточные условия существования метрики, приводящей к исходной топологии.
Большое значение для развития топологии во многих странах мира и республиках Советского Союза оказали многочисленные циклы лекций, прочитанные Ю. М. Смирновым в Германии, Польше, Болгарии, Грузии, Армении, Узбекистане, Таджикистане. В этих и других странах среди последователей и учеников Ю. М. Смирнова выросли ученые в ранге докторов наук, такие как Е. Г. Скляренко, А. В. Зарелуа, В. И. Кузьминов, Ю. Флаксмайер, Д. Дойчинов, Л. Замбахидзе, С. Илиадис, Г. Непомнящий, П. С. Геворкян, С. А. Богатый (всего 12 докторов). Общее же число кандидатов наук, научным руководителем которых был Ю. М. Смирнов, больше 35.

## Награды
- Орден Отечественной войны II степени
- Медаль им. Серпинского[1]